# Batteria di Baghdad

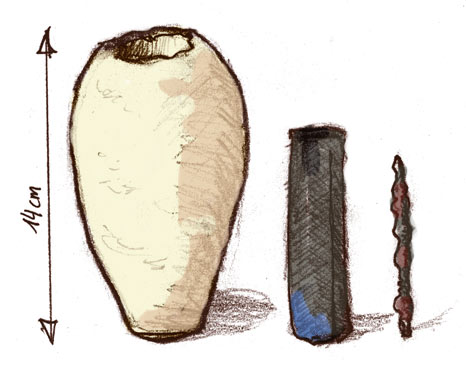
I componenti interni della Batteria di Baghdad.

La batteria di Baghdad o pila di Baghdad è un manufatto risalente alla dinastia dei Parti (247 aC -224 d.C.) in Persia. L'oggetto divenne noto al pubblico solo nel 1938, quando il tedesco Wilhelm König lo trovò nelle collezioni del Museo nazionale iracheno, istituzione nella quale lavorava. Nel 1940, dopo essere ritornato a Berlino, König diede alle stampe un libretto sul quale esponeva la tesi secondo la quale il manufatto in questione poteva essere stato una cella galvanica utilizzata per placcare in oro oggetti in argento.
Il manufatto è visibile al museo nazionale iracheno.

## Datazione e descrizione
Il manufatto consiste in una giara di terracotta di circa 14 cm di altezza contenente un cilindro di rame, ottenuto arrotolando un sottile foglio di questo materiale, il quale a sua volta conteneva una singola barra di ferro, la quale era isolata dal cilindro tramite un tappo di asfalto. Il cilindro non era a tenuta stagna, e questo permetteva alla soluzione elettrolita di giungere a contatto con la barra di ferro. Il livello di corrosione dei componenti interni ha portato alcuni studiosi a supporre che come soluzione elettrolitica si sia potuto utilizzare aceto, succo di limone o succo d'uva.
König suppose che l'oggetto potesse essere stato costruito durante il dominio dei Parti, in quanto la porzione del villaggio sottoposta a scavi archeologici risaliva appunto a quel periodo (250 a.C.-224 d.C.). Tuttavia, secondo il dottor St. John Simpson, del dipartimento del Vicino Oriente del British Museum, il contesto originale del sito e la sua stratigrafia non furono registrati in maniera corretta; in più lo stile della ceramica è Sasanide (224 - 640), sempre sotto dominio persiano. Tutto questo porta Simpson a supporre una datazione più recente.
La maggior parte dei componenti della batteria non è direttamente databile. La ceramica potrebbe essere datata tramite la termoluminescenza, ma questo indicherebbe solo la data della cottura del vaso, non del suo assemblaggio. Diversamente, lo studio della diffusione degli ioni indicherebbe solo la data dell'interramento.

## Congetture sul funzionamento

### Ipotesi della batteria
Rame e ferro costituiscono una coppia elettrochimica la quale, in presenza di un elettrolita, genera una differenza di potenziale (misurabile in volt). König osservò numerosi oggetti di argento rivestiti da una sottilissima patina d'oro ritrovati nell'antico Iraq e suppose che furono placcati utilizzando batterie composte da più celle. Dopo la Seconda guerra mondiale, Willard Gray dimostrò che una riproduzione del manufatto produceva corrente elettrica se veniva riempito con succo d'uva. W. Jansen utilizzò al posto del succo d'uva il benzochinone (alcuni coleotteri producono naturalmente i chinoni) e l'aceto ottenendo risultati ancora più significativi.
Tuttavia, anche tra coloro che sono concordi nell'identificare nel manufatto una batteria, l'ipotesi dell'elettroplaccatura non gode più di molta stima. Oggi si pensa che gli oggetti dorati osservati da König siano stati placcati tramite un processo a fuoco tramite mercurio.
Test eseguiti da Arne Eggebrecht hanno dimostrato che per eseguire una placcatura di appena un micrometro sono necessarie "molte" celle. In conclusione la potenza generata dal manufatto sarebbe troppo bassa. Paul Keyser ipotizzò che un sacerdote potesse utilizzare la cella per una sorta di elettro-agopuntura o per stupire e meravigliare dei fedeli elettrificando delle statue di metallo.
Il programma televisivo MythBusters di Discovery Channel ha dimostrato che è molto plausibile che antiche popolazioni utilizzassero il manufatto per eseguire delle placcature o per l'elettrostimolazione. Bisogna dire, però, che la potenza generata da una sola cella è risultata sempre troppo bassa, e per eseguire i vari test sono sempre state utilizzate celle collegate in serie tra loro.

### Ipotesi non elettrica
Gli scettici dicono che i test e le riproduzioni eseguite dimostrano solo che era possibile realizzare una sorta di cella galvanica, non che essa sia stata realizzata realmente. Inoltre, se si intende il manufatto come una batteria, sorgono diversi problemi di interpretazione:
- l'asfalto ricopre completamente il cilindro di rame e lo isola in modo tale che gli elettroni possono circolare solo se si modifica l'oggetto stesso;
- il manufatto non possiede fili conduttori esterni;
- Non esistono dei manufatti che potevano utilizzare per il loro funzionamento energia elettrica;
- Un sigillo di asfalto è perfetto per garantire una buona chiusura nel tempo, ma sarebbe scomodo in una cella galvanica, la quale dovrebbe essere aperta di frequente per la sua manutenzione;

Alcuni osservano che l'oggetto somiglia moltissimo ad altri manufatti utilizzati per il trasporto di rotoli sacri dalla vicina Seleucia, presso il Tigri. La decomposizione dei rotoli avrebbe potuto creare un ambiente acido e intaccare così gli elementi interni.

## Polemiche e confronti
Alcuni hanno affermato che questi manufatti dimostrano come l'energia elettrica fosse già conosciuta nell'antichità. Tuttavia, anche se si ammettesse che la sua effettiva natura è di dispositivo elettrico, questo non comporta una reale comprensione dei fenomeni elettrici, tant'è che non migliorarono mai il loro progetto iniziale.
Se la "Batteria di Baghdad" fosse stata realmente una cella galvanica, i suoi costruttori potrebbero non aver compreso appieno tutti i principi fisici che la governano. Per esempio gli antichi Greci conoscevano i fenomeni elettrostatici prodotti dall'ambra, ma non compresero mai il perché del loro manifestarsi.
Nei testi dei Parti ancora non sono stati individuati dei riferimenti a fenomeni elettrici né su un loro diretto utilizzo. Potrebbe darsi che le "pile" fossero utilizzate solo in un contesto mistico.
Le "Batterie di Baghdad", se utilizzate in serie, avrebbero potuto generare una tensione considerevole. Per confronto, i primi esperimenti eseguiti da Alessandro Volta utilizzavano celle molto simili, anche se più grandi, capaci di sviluppare 30 volt.
Dopo diverse congetture furono ritrovati altri esemplari di questo oggetto in altri siti, inoltre si scoprì che gli stessi vengono utilizzati tuttora nei bazar per la doratura e l'argentatura  .

## Test sulla teoria
L'idea che la batteria potrebbe aver prodotto livelli di energia elettrica utilizzabile è stata messa alla prova almeno in due circostanze.
Nella serie televisiva inglese "Arthur C. Clarke's Mysterious World" del 1980, l'egittologo Arne Eggebrecht utilizzò una riproduzione della batteria, piena di succo d'uva, che produsse mezzo volt di elettricità, dimostrando che avrebbe potuto placcare una statuetta di argento in due ore utilizzando una soluzione di cianuro d'oro.
Nel programma televisivo MythBusters (29ª puntata del 23 marzo 2005) furono collegate tra loro 10 "Batterie di Baghdad" costruite a mano e riempite di succo di limone come elettrolita le quali generarono una tensione continua di 4 volt. La domanda che pose la trasmissione fu: "A cosa servivano queste antiche batterie?"
La trasmissione diede tre possibili risposte: galvanizzazione, uso medico (elettro-agopuntura) e esperienza religiosa.
In effetti la "batteria" di 10 celle aveva abbastanza potenza da placcare un piccolo oggetto. Tramite due elettrodi a forma di ago si poteva eseguire una elettro-agopuntura, ma quando le batterie si esaurivano, la sensazione del paziente migrava verso il dolore.
Per "testare" l'esperienza religiosa fu costruita una replica dell'Arca dell'Alleanza completa di cherubini. Invece di collegare le ali dei cherubini alle "Batterie di Baghdad", furono collegate ad un generatore elettrico. Chi toccava l'arca sentiva un forte senso di oppressione al petto.

Anche se le "Batterie di Baghdad" non furono utilizzate, si è dedotto che la loro bassa potenza avrebbe comunque generato nei fedeli, che non avevano nessuna idea di corrente elettrica e dei suoi effetti, la sensazione di una "presenza divina".